# Gerard Walschap
Gerard Walschap, né le 9 juillet 1898 à Londerzeel et mort le 25 octobre 1989 à Anvers, est un écrivain belge d'expression néerlandaise. Il est l'auteur de pièces de théâtre et d'essais mais surtout de contes pour enfants, de nouvelles et de romans. Il a reçu le Prix des lettres néerlandaises en 1968 et a été élevé au titre de baron en 1975.

## Œuvres principales
- Adelaide (1929, roman)
- Volk (Gens, 1930, nouvelles)
- De dood in het dorp (La Mort au village, 1930, conte)
- Een mens van goede wil (L'homme qui voulait le bien, 1936, roman)
- Sybille (1938, roman)
- Houtekiet (1939, roman)
- Oproer in Kongo (Révolte au Congo, 1953, roman)
- De verloren zoon (L'Enfant prodigue, 1958, roman)
- Alter ego (1964, roman)
- Het gastmaal (Le Banquet, 1966, roman)
- De kaartridder van Herpeneert (Le Chevalier de Herpeneert, 1966, conte)

L'écrivain Roger Kervyn de Marcke ten Driessche est l'un de ses traducteurs vers la langue française.